# Кеннер, Хью
Хью Ке́ннер (англ. William Hugh Kenner, 7 января 1923, Питерборо, Онтарио — 24 ноября 2003, Атенс, Джорджия) — канадский и американский историк литературы, литературный критик, преподаватель, один их наиболее авторитетных специалистов по модернизму.

## Биография
Окончил Университет Торонто, где одним из его преподавателей был Маршалл Маклюэн (он написал предисловие к первой книге Кеннера «Парадокс у Честертона», 1947). В 1948 году Маклюэн познакомил Кеннера с Эзрой Паундом, которого они навестили в больнице Святой Елизаветы в Вашингтоне и с которым Кеннер подружился. Вторая книга Кеннера была о Паунде, он посвятил её Маклюэну. В 1950 году Кеннер получил степень доктора философии в Йельском университете, защитив у Клинта Брукса диссертацию о Д. Джойсе.

## Преподавательская деятельность
Кеннер преподавал в Калифорнийском университете в Санта-Барбаре (1951—1973), в университете Джонса Хопкинса в Балтиморе (1973—1990) и в университете штата Джорджия в Атенсе (1990—1999).

## Труды
Основные и наиболее известные труды Кеннера посвящены Джойсу, Элиоту, Паунду, Беккету.
В круг его интересов входила также архитектура и археология, античная словесность и современная поэзия, анимация и геодезия.

## Публикации
- Paradox in Chesterton (1947)
- The Poetry of Ezra Pound (1951)
- Wyndham Lewis: A Critical Guidebook (1954)
- Dublin’s Joyce (1956, переизд. 1987)
- Gnomon: Essays in Contemporary Literature (1959)
- The Art of Poetry (1959)
- The Invisible Poet: T.S. Eliot (1959, переизд. 1969)
- Samuel Beckett: A Critical Study (1961, переизд. 1968)
- The Stoic Comedians: Flaubert, Joyce, and Beckett (1962, с иллюстрациями Гая Давенпорта)
- The Counterfeiters: An Historical Comedy (1968, переизд. 1985, с иллюстрациями Гая Давенпорта)
- The Pound Era (1971)
- Bucky: A Guided Tour of Buckminster Fuller (1973)
- A Reader’s Guide to Samuel Beckett (1973)
- A Homemade World: The American Modernist Writers (1975)
- Geodesic Math and How to Use It (1976)
- Joyce’s voices (1978, переизд. 2007)
- Ulysses (1980, переизд. 1987)
- A Colder Eye: The Modern Irish Writers (1983)
- The Mechanic Muse (1987)
- A Sinking Island: The Modern English Writers (1988)
- Mazes: Essays (1989)
- Historical Fictions: Essays (1995)
- Chuck Jones: A Flurry of Drawings (1994)
- The Elsewhere Community (2000)

## Письма
- A passion for Joyce: the letters of Hugh Kenner & Adaline Glasheen. Dublin: University College Dublin Press, 2008

## Публикации на русском языке
- Картезианский кентавр